# Берёзовка (Марксовский район)
Берёзовка — село Марксовского района Саратовской области России. Входит в состав Осиновского муниципального образования.

## История
Село основано как немецкая колония 3 августа 1767 года вызывателем бароном Борегардом. По другим сведениям колония основана между 1764 и 1766 годами.
Название Эрнестинендорф получила в честь дочери барона Борегарда. По указу от 26 февраля 1768 года о переименованиях немецких колоний сохранила своё название. Клаус указывает и второе название колонии — Беккерсдорф.
В XIX веке село относилось к Екатериненштадтской волости Николаевского уезда Самарской губернии. Село имело две школы (земскую и церковно-приходскую) и церковь.
В 1915 году переименована в Березовку.
После образования автономии немцев Поволжья село являлось административным центром Эрнестинендорфского сельского совета Марксштадтского кантона республики немцев Поволжья. В 1926 году в Эрнестинендорфский сельсовет, помимо Березовки входило село Лесная сторожка.
28 августа 1941 года был издан Указ Президиума ВС СССР о переселении немцев, проживающих в районах Поволжья. Немецкое население депортировано в Сибирь и Казахстан, село, как и другие населённые пункты Марксштадтского кантона, было включено в состав Саратовской области

## Демография
Население села равнялось:
| Год  | Крестьянских дворов | Мужчин | Женщин | Всего |
| ---- | ------------------- | ------ | ------ | ----- |
| 1788 | 15                  | 43     | 52     | 95    |
| 1798 | 32                  | 52     | 55     | 97    |
| 1816 | 33                  | 117    | 112    | 229   |
| 1834 | 51                  | 207    | 184    | 391   |
| 1850 | 66                  | 291    | 286    | 577   |
| 1857 | 65                  | 356    | 374    | 730   |
| 1910 | 190                 | 948    | 863    | 1811  |
| 1926 | 195                 | 509    | 552    | 1061  |

## Известные люди
В селе родился немецкий профессор Йоханнес Рау.